# Heteronyx perkinsi
Heteronyx perkinsi är en skalbaggsart som beskrevs av Blackburn 1909. Heteronyx perkinsi ingår i släktet Heteronyx och familjen Melolonthidae. Inga underarter finns listade i Catalogue of Life.